# Temporada 2006 de World Series by Renault
La temporada 2006 de las World Series de Renault fue la segunda edición de tres diferentes campeonatos, todos ellos disputados bajo un mismo título.

## Calendario
| Circuito                     | Fecha            | Categorías |
| ---------------------------- | ---------------- | ---------- |
| Zolder                       | 29 de abril      | Todas      |
| Zolder                       | 30 de abril      | Todas      |
| Circuit de Monaco            | 28 de mayo       | FR3.5      |
| Circuito de Estambul         | 17 de junio      | Todas      |
| Circuito de Estambul         | 18 de junio      | Todas      |
| Circuito de Misano           | 15 de julio      | Todas      |
| Circuito de Misano           | 16 de julio      | Todas      |
| Circuit de Spa-Francorchamps | 28 de agosto     | FR3.5      |
| Circuit de Spa-Francorchamps | 29 de agosto     | FR3.5      |
| Nürburgring                  | 5 de agosto      | Todas      |
| Nürburgring                  | 6 de agosto      | Todas      |
| Donington Park               | 9 de septiembre  | Todas      |
| Donington Park               | 10 de septiembre | Todas      |
| Circuito de Le Mans          | 30 de septiembre | Todas      |
| Circuito de Le Mans          | 1 de octubre     | Todas      |
| Circuit de Catalunya         | 28 de octubre    | Todas      |
| Circuit de Catalunya         | 29 de octubre    | Todas      |

## Campeonatos

### Fórmula Renault 3.5
| Pos. | Piloto           | Escudería             | Puntos |
| ---- | ---------------- | --------------------- | ------ |
| 1    | Alx Danielsson   | Comtec Racing         | 112    |
| 2    | Borja García     | RC Motorsport         | 107    |
| 3    | Pastor Maldonado | Draco Multiracing USA | 103    |
| 4    | Andy Soucek      | Interwetten.com       | 99     |
| 5    | Álvaro Parente   | Victory Engineering   | 94     |

### Eurocopa de Fórmula Renault 2.0
| Pos. | Piloto              | Escudería        | Puntos |
| ---- | ------------------- | ---------------- | ------ |
| 1    | Filipe Albuquerque  | Motopark Academy | 99     |
| 2    | Chris van der Drift | JD Motorsport    | 91     |
| 3    | Carlo van Dam       | SG Formula       | 90     |
| 4    | Bertrand Baguette   | Epsilon Euskadi  | 88     |
| 5    | Kasper Andersen     | JD Motorsport    | 78     |

### Trofeo Eurocopa Mégane
| Pos. | Piloto                | Escudería          | Puntos |
| ---- | --------------------- | ------------------ | ------ |
| 1    | Jaap van Lagen        | Equipe Verschuur   | 149    |
| 2    | Matthieu Lahaye       | Tech 1 Racing      | 123    |
| 3    | César Campaniço       | Racing for Belgium | 107    |
| 4    | Jean-Philippe Dayraut | Epsilon Euskadi    | 98     |
| 5    | Bruce Lorgere-Roux    | Tech 1 Racing      | 68     |